# 塔尧
塔尧（匈牙利語：Tállya）是匈牙利包尔绍德-奥包乌伊-曾普伦州所辖的一个村。总面积37.95平方公里，总人口1976，人口密度52.1人/平方公里（2011年1月1日）。